# Ise (Giappone)
Ise (伊勢市?, Ise-shi), precedentemente chiamata Ujiyamada (宇治山田?), è una città giapponese della prefettura di Mie.

## Geografia
La città di Ise si trova nella parte orientale della prefettura di Mie, sull'Oceano Pacifico, in Giappone. Fa parte del Parco nazionale di Ise-Shima.

## Società

### Evoluzione demografica
Al 31 luglio 2018 la popolazione di Ise era 126.881, distribuita su una superficie di 208,35 km2.

## Educazione
IstruzioneLa città è sede dell'Università Kogakukan, un'università controllata a livello nazionale dal 1940 fino alla fine della Seconda Guerra Mondiale, rifondata nel 1962 come università privata. L'università si distingue per gli studi sullo Shinto. Concede la licenza di sacerdote scintoista.

## Trasporto
Ise è servita dalle linee ferroviarie JR Central e Kintetsu. Le stazioni principali sono Ujiyamada e Iseshi.

## Storia
La storia di Ise è legata a quella del suo santuario. Il villaggio che si sviluppò intorno al santuario interno fu chiamato Uji e quello intorno al santuario esterno Yamada. Nel 1889, il villaggio di Ujiyamada fu ufficialmente creato dalla fusione di Uji e Yamada. È diventata una città nel 1906.
Nel 1955, Ujiyamada fu rinominata Ise per evitare confusione con le città di Uji e Yamada (ora parte della città di Kama).
Il 1º novembre 2005, le città di Futami e Obata e il villaggio di Misono sono stati integrati a Ise.